# Charles Bonnet
Charles Bonnet (Genf, 1720. március 13. – Genthod, Genf kanton, 1793. május 20.) svájci biológus, természettudós, filozófus, a Royal Society tagja. Ő írt először a levéltetvek partenogeneziséről.

## Munkássága
Szülei a jogtudományi pályára szánták, emellett azonban természetrajzi tanulmányokkal foglalkozott. A francia és a londoni akadémia tagjául választotta és ez időtől fogva teljesen a természetrajz és bölcsészet tanulmányozásának szentelte erejét. Gyakori szembaja, mely górcsövi vizsgálataiban akadályozta, arra indította, hogy spekulatív kutatásoknak szentelje magát és különösen a kereszténységet és a halál után való létet vonta szemlélődései körébe.
Bonnet filozófiája empirizmus; Locke-kal és Condillac-kal együtt minden képzetet érzéki észlelésekből származtat le, de úgy, hogy az a külső hatásoknak csak lelki visszahatása, miáltal az a közkeletű hasonlat, hogy a lélek tabula rasa, melyre az érzékek felírják benyomásaikat, lényegesen változott alakot ölt, mert eszerint az idegszálak keltik ugyan a gondolatot, de működésük nem azonos a gondolattal. Minden lelkifunkció az idegszálak rezgése által keletkezik, valamint megfordítva minden innen kiinduló mozgás általuk eszközöltetik. Az eljárás maga, hogy mi módon hat az agy a lélekre vagy ez amarra, titok marad. Minthogy pedig a lélek habár maga anyagnélküli, összeköttetés nélkül egy szerves testtel nem képzelhető el, Bonnet azt következtette, hogy a lélek csak egy új testtel való összeköttetésben marad fenn, s erre vonatkozó kissé fantasztikus nézeteit Leibniz ama gondolata szellemében, hogy a természetben nincsen ugrás, Palingénésie philosophique című művében fejtegette.
Bonnet maga adta ki összegyűjtött munkáit e címen: Oeuvres d' histoire naturelle et de philosophie (Neufchâtel 1779-83. 18 kötet)

## Főbb művei
- Traité d' insectologie (Párizs, 1745, 2 kötet)
- Recherches sur l' usage des feuilles dans les plantes (Göttingen és Leiden, 1754)
- Essai de psychologie, ou considerations sur les opérations de l' âme (London, 1755)
- Essai analytique sur les facultés de l' âme (Koppenhága 1759, 3. kiadás 1775)
- Considérations sur les corps organisés (Genf, 1762)
- Contemplation de la nature (1764)

## Magyarul
- Bonnet Károly: A természet vizsgálása, 1-3.; ford. s megbőv. kiad. Tóth Pál; Trattner, Pest 1818–1819
- A természet vizsgálása; ford. Tóth Pál, tan. Szabó T. Attila; Kriterion, Bukarest, 1974 (Téka)

## Tagságai
- 1757 Akademie der Wissenschaften zu Göttingen[14]
- 1763 Bayerische Akademie der Wissenschaften (külső)[15]
- 1764 Leopoldina Német Természettudományos Akadémia[16]
- 1786 Königlich-Preußische Akademie der Wissenschaften[17]
- 1764 Orosz Tudományos Akadémia (tiszteletbeli).[18]
- 1757 Académie des sciences (külső)[19]